# Redinovi stolpi
Redinovi stolpi (malteško Torrijiet ta' de Redin) so majhni obalni stražni stolpi, ki jih je na Malti zgradil red svetega Janeza med letoma 1658 in 1659. 13 stolpov je bilo zgrajenih okoli obale otoka Malte, devet je ohranjenih. Štirinajsti stolp je bil zgrajen na otoku Gozo leta 1661, včasih pa se je zaradi podobne oblike štel tudi za enega od Redinovih stolpov.

## Zgodovina

### Ozadje in konstrukcja
Španski vitez Martin de Redin je bil 17. avgusta 1657 izvoljen za velikega mojstra reda svetega Janeza. Marca 1658 je prispeval 6428 skudov  za gradnjo 13 novih stražnih stolpov za krepitev obstoječega obalnega obrambnega sistema z Wignacourtovimi (Alof de Wignacourt, veliki mojster med 1601 in 1622)  in Lascarisovimi stolpi (Giovanni Paolo Lascaris, veliki mojster med 1636 in 1657).
Oblikovanje novih stolpov je temeljilo na stolpu Sciuta, enem od Lascarisovih stolpov, ki so ga leta 1638 zgradili v Wied iż-Żurriequ.  Vsak stolp je imel kvadratno podnožje z dvema nadstropjema in kupolo na strehi. Vhod je bil v zgornjem nadstropju in so ga dosegli po lestvi. Zgornja soba je bila uporabljena kot bivalni prostor za garnizon štirih moških, medtem ko je bila spodnja soba uporabljena za shranjevanje. Na strehi vsakega stolpa sta bila nameščena dva topa.
Vsak stolp je imel v svoji vidni liniji dva sosednja stolpa, tako da so signale lahko poslali z enega stolpa na drugega, da bi ohranili povezavo med Gozom in pristaniščem (Grand Harbour). Signali so bili dimni ali topovski podnevi ali ognjeni ponoči.
Gradnja prvega stolpa na Għajnu Ħadidu v Selmunu se je začela marca 1658 in je bila v dveh mesecih končana. V naslednjem letu je bilo zgrajenih 12 drugih stolpov, zadnji je bil dokončan do julija 1659.
Leta 1661, kmalu po Redinovi smrti, je bil zgrajen stolp Mgarr ix-Xini na otoku Gozo. Pravzaprav ni Redinov stolp, a ga včasih štejejo kot takega zaradi podobnosti v obliki. 
Redinovi stolpi so bili zadnji obalni stražni stolpi, ki so jih zgradili na Malti. Edini stolp, zgrajen po tem, je bil Isopu, ki je bil končan leta 1667. 

### 18. stoletje
Okrog leta 1715 so zaradi izboljšanja obrambe obale Malte nadgradili stolpa Aħrax in stolp svetega Julijana v obalno baterijo. Topovska ploščad je bila zgrajena ob morski strani stolpa in so jo uporabljali kot bunker. Bateriji še vedno obstajata, čeprav sta v slabem stanju ali zelo spremenjeni. 
V 1740-ih so v tleh izkopali luknje, fugase, ki so še vedno v bližini Madlienskega stolpa in stolpa svetega Marka. V 1760-ih so bili v bližini nekaterih stolpov zgrajeni okopi, vendar so bili v začetku 20. stoletja mnogi porušeni. Majhna baterija je bila zgrajena blizu Delimarskega stolpa leta 1793.
Redinovi stolpi niso imeli nobene vloge med francosko zasedbo Malte leta 1798, saj so bili že zastareli. Julijanov stolp pa je bil vključen v poznejšo malteško vstajo, ko so ga zajeli malteški uporniki. 

### Britansko obdobje
Zgornje nadstropje stolpa Għajn Ħadid se je zrušilo 12. oktobra 1856 med potresom, vendar so ruševine vidne še danes.
Večina drugih stolpov je bila razgrajena v 19. stoletju. Edina izjema je bil Madlienski stolp, ki je bil spremenjen in ima podobno vlogo kot Martellski stolpi. Baterija je bila zgrajena okoli leta 1908 in je ostala v uporabi do druge svetovne vojne. 
V poznem 19. ali začetku 20. stoletja so Britanci porušili stolpe Bengħisa, Delimara in Żonqor, da bi počistili linijo ognja novih utrdb ali baterij. 

### Zaščita in obnova
Do konca 20. stoletja je bilo ohranjenih devet Redinovih stolpov. Večina je bila nedotaknjena, a bolj razpadla. Stolp Triq il-Wiesgħa in stolp Ħamrija sta bila v zelo slabem stanju in sta bila v nevarnosti, da se bosta zrušila.
Prvo restavratorsko delo je izvedla malteška organizacija Din l-Art Ħelwa na stolpih Għallis in svetega Marka med letoma 1995 in 1997. Med letoma 2000 in 2009 sta ministrstvo za Gozo in Wirt Għawdex obnovila stolp Mġarr ix-Xini. Od leta 2008 je Fondazzjoni Wirt Artna obnovil stolp Triq il-Wiesgħa in Madlienski stolp. Stolp Ħamrija je obnovila Heritage Malta, zdaj pa je del arheološkega parka Ħaġar Qim in Mnajdra. Stolpa, ki sta bila obnovljena nedavno, sta stolp Aħrax in stolp Wardija.
Danes je Mgarr ix-Xini odprt za javnost nekaj nedeljskih dni, ki jih označuje zastava na strehi, stolpa Għallis in svetega Marka sta odprta po predhodni najavi in stolp svetega Julijana je odprt kot restavracija.

## Stolpi
| Ime              | Slika | Lokacija    | Zgrajen | Status                |
| ---------------- | ----- | ----------- | ------- | --------------------- |
| Għajn Ħadid      |       | Mellieħa    | 1658    | porušen 1856 ruševine |
| Għallis          |       | Naxxar      | 1658    | nedotaknjen           |
| svetega Marka    |       | Naxxar      | 1658    | nedotaknjen           |
| Madlienski       |       | Pembroke    | 1658    | nedotaknjen           |
| svetega Julijana |       | Sliema      | 1658    | nedotaknjen           |
| Aħrax            |       | Mellieħa    | 1658    | nedotaknjen           |
| Bengħisa         |       | Birżebbuġa  | 1659    | uničen                |
| Xrobb l-Għaġin   |       | Marsaxlokk  | 1659    | ruševine              |
| Triq il-Wiesgħa  |       | Żabbar      | 1659    | nedotaknjen           |
| Delimara         |       | Marsaxlokk  | 1659    | uničen                |
| Żonqor           |       | Marsaskala  | 1659    | uničen                |
| Ħamrija          |       | Qrendi      | 1659    | nedotaknjen           |
| Wardija          |       | Żurrieq     | 1659    | nedotaknjen           |
| Mġarr ix-Xini    |       | Għajnsielem | 1661    | nedotaknjen           |

## Zapuščina
Z leti je bilo zgrajenih več objektov z načrtom, podobnim ali navdihnjenim z Redinovimi stolpi. Eden takih je Torre dello Standardo v bližini glavnih vrat v Mdino in je del mestnih utrdb. Stolp je bil uporabljen za signalizacijo, komuniciranje z obalnimi stražnimi stolpi. Zgrajen je bila leta 1725, je delo arhitekta Charlesa Françoisa de Mondiona na mestu srednjeveškega stolpa Mastra (ki je imel isto vlogo), kot del projekta za obnovitev mesta po potresu na Siciliji 1693. Njegova zasnova je podobna Redinovim stolpom, vendar je konstrukcija bolj fina, poudarek je na dekorativnih elementih, kot so grbi.  Danes je stolp v dobrem stanju in se uporablja kot turističnoinformacijski center.
Druga struktura, katere zasnova je bila podobna Redinovim stolpom, je stolp Falkun (malteško Torri Falkun, Sokolji stolp) na posestvu Montekristo  v Hal Farruġu pri Siġġiewiju. Ta stolp je bil skupaj z drugimi deli posestva  nezakonito zgrajen brez potrebnih dovoljenj . Morali bi ga porušiti novembra 2013, vendar so sodišča ustavila rušenje. Na stolpu so popravili streho in zgradili še več nezakonitih objektov. Stolp so začeli rušiti aprila 2016. 